# Thorvald Aadahl
Thorvald Aadahl est un journaliste norvégien né le 23 juillet 1882 à Rødenes (no) et mort le 26 mars 1962 à Oslo. Il est le premier rédacteur en chef du journal Nationen, de 1918 à 1942.